# Покровка (Бікінський район)
Покро́вка (рос. Покровка) — село у складі Бікінського району Хабаровського краю, Росія. Адміністративний центр та єдиний населений пункт Покровського сільського поселення.

## Населення
Населення — 224 особи (2010; 315 у 2002).
Національний склад (станом на 2002 рік):
- росіяни — 93 %